# Коктенкольский сельский округ
Коктенкольский сельский округ (каз. Көктіңкөлі ауылдық округі) — административная единица в составе Шетского района Карагандинской области Казахстана. Административный центр — село Коктенколь.
Население — 1355 человек (2009; 1576 в 1999, 2045 в 1989).
Прежнее название села Коктенколі — Коктенколь. Ликвидированы села Альжантам и Жанатам.

## Состав
В состав округа входят следующие населённые пункты:
| Населённый пункт    | Население, человек (1989) | Население, человек (1999) | Население, человек (2009) |
| ------------------- | ------------------------- | ------------------------- | ------------------------- |
| Алихан, село        | 427                       | 335                       | 293                       |
| Жыланды, село       | 216                       | 133                       | 103                       |
| Коктенколь, село    | 1050                      | 759                       | 673                       |
| Коктинколи, станция | 223                       | 249                       | 229                       |
| Целинное, село      | 129                       | 100                       | 57                        |

### Зимовки
- с. Коктенколь
  1. зимовка Актайлак
  2. Водокачка
  3. зимовка Керегетас[3]
- с.Алихан
  1. рзд.43